# Счастливый мир (благотворительный фонд)
«Счастливый мир» — негосударственный благотворительный фонд, созданный в 2005 году для помощи детям, больным тяжёлыми заболеваниями (онко-, иммуно- и гематологическими, ДЦП), их семьям, а также медицинским учреждениям, занимающимся лечением таких детей. Учредитель фонда  Александра Славянская.  
Программы фонда 
- просветительская программа, посвящённая детскому раку
- бесплатная для жителей России горячая линия по детской онкологии в Санкт-Петербурге[2]
- оплата дорогостоящих лекарств (новых, редких, экспериментальных) и аппаратов для спасения детей в условиях реанимации и работа над упрощением процедуры получения (доставки, прохождения таможни) таких препаратов
- финансирование применения в России новых лекарств и современного медицинского оборудования[3][4]
- помощь семьям, дети из которых длительное время проходят клиническое и амбулаторное лечение
- выделение грантов врачам и медсёстрам на повышение профессионального уровня
- поощрение благотворительности